# Monacia-d'Aullène
 Monacia-d'Aullène  là một xã của tỉnh Corse-du-Sud, thuộc vùng Corse, trên đảo Corse ở Pháp.